# Osvobození Slaného
Osvobození Slaného v roce 1945 se uskutečnilo v rámci Osvobození Československa. Slaný byl osvobozen dne 9. května jednotkami 1. ukrajinského frontu Rudé armády. 

## Průběh bojů
Vzhledem k tomu, že Němci postup Rudé armády očekávali, ustoupila jejich posádka ze Slaného směrem na západ na Karlovy Vary. Jejich cílem bylo odejít do amerického zajetí a vyhnout se sovětskému vojsku.
Jednotky Rudé armády vstoupily do města v noci z 8. na 9. května po krátkých bojích s posledními zbytky německých vojsk. Jednalo se o jednotky, které postupovaly od Loun, směrem z Berlína na Prahu v rámci tzv. Pražské ofenzívy. S přibližujícími se vojsky Rudé armády po první hodině ranní odvysílal městský rozhlas výzvu jednotkám německým, aby se vzdalo. Výzva, že kdo neuposlechne a nesloží zbraně, bude zastřelen, se opakovala každých 30 minut. Město se podařilo obsadit do čtvrté hodiny ranní; němečtí vojáci se do té doby rozprchli do okolí města. Obsazení Slaného probíhalo velice krátce; ruští vojáci měli za úkol postupovat co nejrychleji do Prahy. 
Sovětská strana ztratila v bojích o Slaný a okolí pouhé tři vojáky. Němců padlo zhruba sto. 
Ustupující vojsko se dostávalo do střetů s českým obyvatelstvem a docházelo k častým přestřelkám, především na jižním okraji města. Řada německých vojáků byla tehdy zajata nebo zastřelena. K největší přestřelce došlo u budovy nádraží okolo 6:00 ráno, kde kolona jednotek SS zahájila palbu na kolemjdoucí občany. Příslušníci četnictva se dostali s Němci do boje a spolu s železniční stráží je přemohli. Do půl osmé ráno se podařilo německý odpor ve městě zlomit zcela. K přestřelkám docházelo již jen v okolních obcích, kde se i nadále zdržovali někteří rozuteklí němečtí vojáci.
Od osmé hodiny ráno až do desáté hodiny ráno začala postupovat přes Slaný hlavní část 1. ukrajinského frontu.
Až do 15. května byli přes Slaný transportováni němečtí zajatci. O den později bylo konfiskované vybavení německé armády předáno sovětským vojskům. Správcem okresu se stal ruský generál Jermanov.